# Unter den Linden (stacja metra)
Unter den Linden – stacja metra w Berlinie, stacja przesiadkowa  linii U5 oraz linii U6, w dzielnicy Mitte, w okręgu administracyjnym Mitte. Została otwarta 4 grudnia 2020 roku zastępując leżącą nieopodal stację Französische Straße.